# Edelweißbrauerei Oskar Farny
 (avril 2021).
Si vous disposez d'ouvrages ou d'articles de référence ou si vous connaissez des sites web de qualité traitant du thème abordé ici, merci de compléter l'article en donnant les références utiles à sa vérifiabilité et en les liant à la section « Notes et références ».
Edelweißbrauerei Oskar Farny est une brasserie de Kißlegg, dans le Bade-Wurtemberg.

## Histoire
La brasserie est fondée en 1833 par Konrad Kugel quand il obtient du royaume de Wurtemberg une concession pour ouvrir une brasserie. Elle utilise l'eau de l'Argen, le malt et le houblon viennent de Tettnang et de l'Hallertau. En 1856, Bibiane Farny née Kugel et Eustache Farny achètent la brasserie parentale à ses frères et sœurs. En 1924, l'ancien maître brasseur Wilhelm Zeitler conçoit une bière blanche et devient l'inventeur de la Weizenbier. En 1983, Oskar Farny crée la fondation Oskar et Elisabeth Farny.
En 2001, Farny achète Bürgerliches Brauhaus Ravensburg-Lindau et rénove sa brasserie.

## Production
- Bières blanches (6 sortes)
- Bières de fermentation basse(5 sortes)
- Bières mixtes (2 sortes)